# Quesnelia marmorata
Quesnelia marmorata là một loài thực vật có hoa trong họ Bromeliaceae. Loài này được (Lem.) Được miêu tả khoa học đầu tiên năm 1965.